# Giovanni Rinaldi
Giovanni Rinaldi (Cerignola, 1954) è uno storico e ricercatore italiano.

## Biografia
Giovanni Rinaldi è nato a Cerignola nel 1954, vive e lavora a Foggia, anche nell'ambito della comunicazione visiva e la produzione grafica editoriale.
Ha studiato all'Istituto della Comunicazione e dello Spettacolo del DAMS di Bologna e dal 1973 al 1976 ha svolto un'attività di pratica e ricerca teatrale con il Gruppo di Drammaturgia 2 guidato da Giuliano Scabia, da cui è nato il "libro collettivo" Il gorilla quadrumàno (Feltrinelli, Milano, 1974). 
In seguito ha ideato e curato, con Paola Sobrero, dal 1976 al 1979 l'Archivio della Cultura di Base presso la Biblioteca Provinciale di Foggia, nell'ambito del quale ha realizzato ricerche di tipo antropologico.
Ne cura l'Archivio Di Vittorio, con la riorganizzazione di tutti i materiali per una catalogazione e digitalizzazione, da cui sono state realizzate mostre e audiovisivi.
Nel 2001, per conto dell'Amministrazione provinciale di Foggia ha progettato ILDOCK Centri Servizi e Documentazione Multimediali (Biblioteca Provinciale) di Foggia, al quale ha collaborato come consulente sino all'aprile 2002.
Nel 2002, con Enrico Messina, ha ideato il progetto teatrale e multimediale "Braccianti", la memoria che resta, prodotto dalla Compagnia Armamaxa in coll. con le Province di Bologna e Foggia. Le Edizioni Aramirè di Lecce, nel 2004, hanno riedito "La memoria che resta. Vita quotidiana, mito e storia dei braccianti nel Tavoliere di Puglia" (scritto con P. Sobrero), ricerca "su una zona di bracciantato agricolo" indicata come rilevante dall'Istituto Ernesto de Martino di Firenze; la ricerca su Giuseppe Di Vittorio è stata ripresa dalla fiction Pane e libertà.
Dal 2004 al 2007 ha collaborato con il compositore Umberto Sangiovanni, per la realizzazione delle sue opere La Controra e Calasole, edizioni RAI Trade.
È autore, con il regista Alessandro Piva, di un progetto di ricerca di storia orale sull'accoglienza ai bambini negli anni '50 per la realizzazione di un cortometraggio, Pastanera. Da questa ricerca è nato il reportage narrativo "I treni della felicità. Storie di bambini in viaggio tra due Italie" (Ediesse 2009). È appunto la ricostruzione di alcuni aspetti della storia di bambini del sud in gravi condizioni economiche, che furono affidati (per mesi o anni) a famiglie contadine del nord, per iniziativa dell'UDI e del PCI nel dopoguerra (ricerca diffusa in Rai anche da Unomattina e da Fahrenheit, Radiotre).
È fondatore e direttore dell'Associazione culturale “Casa Di Vittorio”, con la presidenza della sen. Baldina Di Vittorio.